# Aeroporto Internazionale di Yangon
L'Aeroporto Internazionale di Yangon (IATA: RGN, ICAO: VYYY), (in birmano: ရန်ကုန်အပြည်ပြည်ဆိုင်ရာလေဆိပ်; Yan Gon a pyi pyi hsai ya hlay hsate) definito come internazionale dal Dipartimento dell'Aviazione Civile di Birmania, è un aeroporto birmano situato a Mingaladon, nella parte centro meridionale del Paese, 18 km a nord di Yangon, o Rangoon.
La struttura è dotata di una pista in asfalto lunga 3414 m e larga 61 m, l'altitudine è di 34 m, l'orientamento è 03/21 ed è aperta al traffico commerciale 24 ore al giorno.